# Norbert Gisder
Norbert Gisder (* 5. Dezember 1956) ist ein deutschsprachiger, in Brasilien geborener Journalist und Schriftsteller, der in Rio Negro, Sao Paulo Brasilien, und im Rheinland aufwuchs, in Montreal/Kanada, Bonn und Berlin studierte, und nun bei Berlin lebt.

## Leben
Norbert Gisder wurde als siebentes von acht Kindern des Schuldirektors Hans Gisder und seiner Ehefrau Renate Gisder in Brasilien geboren. Er wuchs im Süden des Landes auf, kam 1966 mit seiner Familie nach Deutschland, wo er im Rheinland lebte, am Landrat-Lucas-Gymnasium in Opladen sein Abitur machte, bevor er an der Rheinischen Friedrich-Wilhelms-Universität Bonn Indologie und Vergleichende Sprachwissenschaften studierte. 1980 wechselte er nach Berlin an die Freie Universität Berlin, an deren Otto-Suhr-Institut Gisder Politische Wissenschaften studierte. Nach Aufenthalten in New York und Paris und Studium an der Université de Montréal in Montreal, Kanada, schloss er als Diplompolitologe in Berlin 1984 mit einer Arbeit über Friedrich Nietzsche ab. Als Journalist arbeitete Gisder u. a. für die Rheinische Post, die Frankfurter Rundschau, Capital, für Radio Canada als Auslandskorrespondent und für RIAS-TV als freier Reporter. Von 1984 bis 2007 war er bei der Berliner Morgenpost und etablierte die bis heute existierende einzige wöchentliche Wassersportseite einer deutschen Tageszeitung. Von 2001 bis 2007 hatte er leitende Funktionen auch bei der Zeitung Die Welt. Seit 2008 Chefredakteur des Online-Magazins GT-Worldwide.

## Werke

### Sachbücher
- Backstage; Das Ballett der Deutschen Staatsoper unter den Linden, Bild-Text-Band, Avantgarde-Creations, Berlin 1993, ISBN 3-980-33140-7.
- Berlin Rund, Berlin: SVB Sportverlag Berlin 1997, aktualisiert 2001, ISBN 3-328-00903-5.
- Brandenburg Rund, SVB Sportverlag Berlin 1997, ISBN 3-328-00780-6.
- Mecklenburg Rund Bd.1 – Von Dömitz an der Elbe über die Müritz bis Neustrelitz, SVB Sportverlag Berlin, 1998, ISBN 3-328-00844-6.
- Mecklenburg Rund Bd.2 – Die Küste von der Trave bis zur Insel Usedom, SVB Sportverlag Berlin, 1999, ISBN 3-328-00861-6.
- Berliner Kieze (gemeinsam mit Heidi Kuphal), Ullstein 1998, ISBN 3-548-35824-1.
- Berliner Kieze II (gemeinsam mit Heidi Kuphal), Ullstein 1998, ISBN 3-548-35889-6.
- Berliner Kieze III (gemeinsam mit Heidi Kuphal), Ullstein 1999, ISBN 3-548-35887-X.
- Berlin & Brandenburg Rund, Anderwelt Verlag/GT 2009, ISBN 3-940-32133-8.

### Belletristische Werke
- Amok – oder: Die Schatten der Diva, Roman, Eberswalde: Arrival-Verlag, 2004, ISBN 3-936-99750-0
- Mars ruft Venus, Novelle, Eberswalde: Arrival-Verlag, 2005, ISBN 3-936-99788-8
- Die Maske der Schönen, Erzählung, Angermünde: Arrival-Verlag, 2006, ISBN 3-936-99798-5
- Deutschland, scheinheilig Vaterland, Essay, Königs Wusterhausen, 2010, Anderwelt-Verlag, Leherte, ISBN 978-3-940321-04-6

### Weiteres
Außerdem schrieb Norbert Gisder Beiträge in einem Wahl- und einem Wirtschaftshandbuch der Bundeszentrale für Politische Bildung, in Berlin-Führern und Bildbänden und gab selbst eine Reihe von Berlin-Führer heraus.
Für seine journalistischen Leistungen wurde Norbert Gisder 1992, 1994 und 1995 mit Deutschen Lokaljournalistenpreisen ausgezeichnet.
Norbert Gisder ist Fregattenkapitän der Reserve bei der Deutschen Marine.